# Ziegelei Rattenhuber

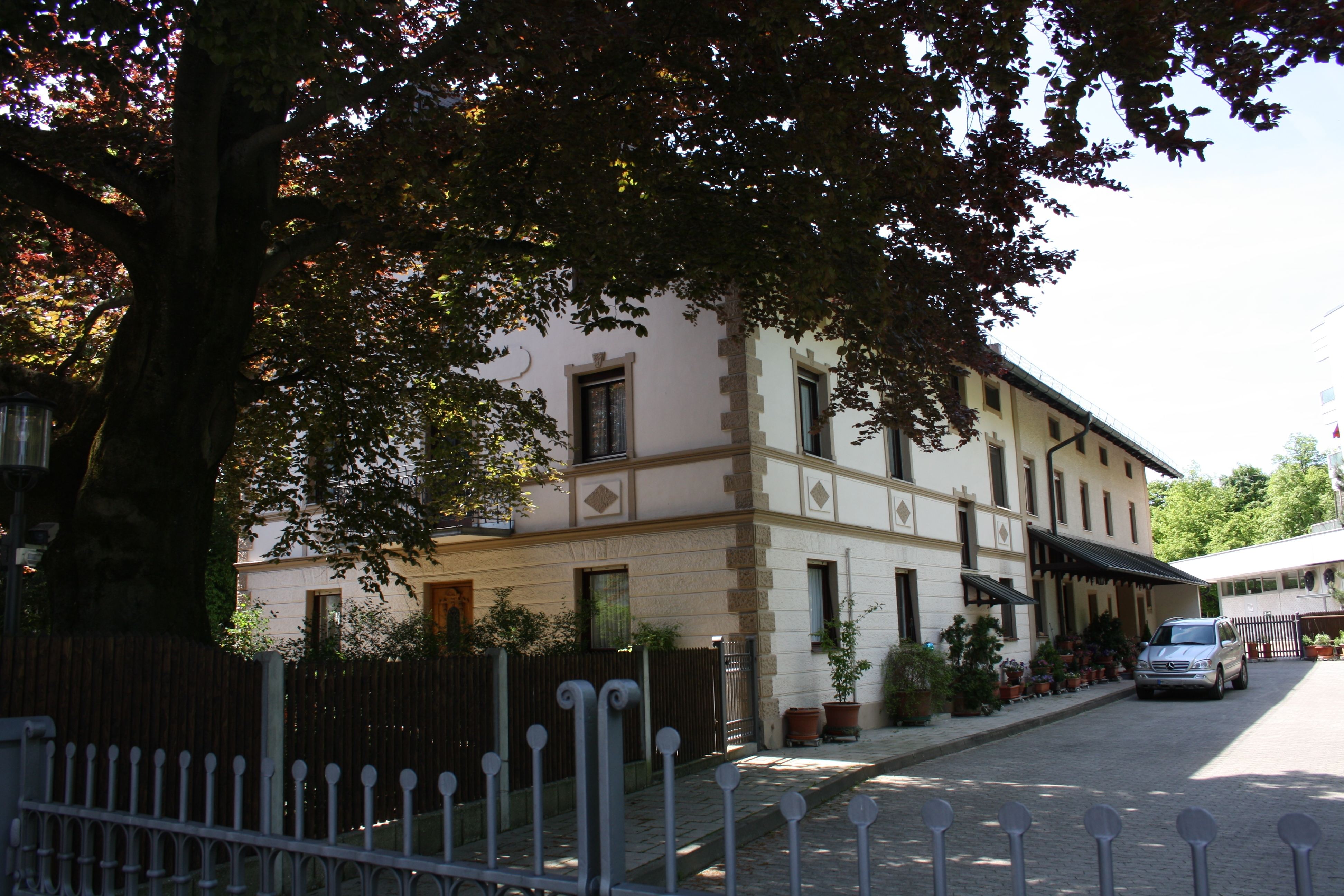
Wohngebäude der Ziegelei Rattenhuber

Die Ziegelei Rattenhuber war eine der zahlreichen Ziegeleien, die im 19. Jahrhundert im Nordosten Münchens entstanden. Das Wohngebäude der Ziegelei existiert heute noch als Wohnhaus und ist als Baudenkmal in die Bayerische Denkmalliste eingetragen.

## Lage
Das Wohnhaus liegt in der Flaschenträgerstraße 7 im Stadtteil Englschalking im Münchner Stadtbezirk Bogenhausen.

## Geschichte
Die Ziegelei Rattenhuber wurde 1898 erbaut, sie war bis 1920 in Betrieb.
1899 wurde neben der Ziegelei von dem Architekten Georg Guinin das heute noch stehende Wohngebäude errichtet.
Der Ziegeleiinhaber Martin Rattenhuber stammte aus einer Familie, die mit sieben Ziegeleien im Münchner Nordosten zu den sogenannten „Loambaronen“ (Ziegeleibaronen, Loam=Lehm) gehörte. Dieser Familie gehörte auch das CSU-Gründungsmitglied Ernst Rattenhuber (1887–1951) an, der erste Landwirtschaftsminister Bayerns nach dem Zweiten Weltkrieg.

## Beschreibung
Das Wohngebäude der Ziegelei ist ein traufständiges zweigeschossiges Haus im Landhausstil mit Satteldach. Das überstehende Dach ruht auf einem mit Fenstern versehenen Kniestock.